# 斯洛比德卡-切爾涅利夫西卡
49°38′19″N 26°48′33″E / 49.63861°N 26.80917°E
斯洛比德卡-切爾內利夫斯卡（烏克蘭語：Слобідка-Чернелівська）是位於烏克蘭西部的村莊，由赫梅利尼茨基州裡赫梅利尼茨基區的扎斯盧奇內市鎮負責管轄。該村面積0.47平方公里，海拔高度309米，2001年人口85，人口密度每平方公里180.5人。